# Đại học Nhà nước Tbilisi
Đại học Nhà nước Tbilisi (tiếng Gruzia: ივანე ჯავახიშვილის სახელობის თბილისის სახელმწიფო უნივერსიტეტი phát âm tiếng Gruzia: [ivanɛ d͡ʒavaxiʃvilis saxɛlɔbis tʰbilisis saxɛlmt͡sʼipʰɔ univɛrsitʼɛtʼi] Ivane Javaxishvilis saxelobis Tbilisis saxelmts'ipo universit'et'i) là một trường đại học ở Tbilisi, Gruzia. Trường đại học này được thành lập vào ngày 08 tháng 2 năm 1918 ở Tbilisi. TSU là trường đại học lâu đời nhất trong toàn bộ khu vực Kavkaz. Hơn 18.000 sinh viên đang theo học và tổng số giảng viên và nhân viên (cộng tác viên) là khoảng 5.000 người.
Trường có năm chi nhánh tại các vùng khác nhau của Gruzia, 6 khoa, khoảng 60 phòng thí nghiệm nghiên cứu khoa học và các trung tâm, thư viện khoa học (với hơn 3.700.000 cuốn sách và tạp chí), 7 bảo tàng, nhà xuất bản và báo chí in ấn (báo "Tbilisis Universiteti").